# Мова Лозі
Лозі, також відома як сіЛозі і Розі ( код Гасрі - K.20 (K.21)  ) - мова народу лозі, що проживає біля річки Замбезі,  
вище водоспаду Вікторія за течією.
Лозі є мовою банту підгрупи сото-тсвану . У Замбії кількість носіїв мови лозі становлять приблизно 500 000 чоловік, близько 70 000 - у Зімбабве і, приблизно 15 000 у Ботсвані та Намібії разом (у Намібії носії мови лозі проживають виключно у регіоні Капріві). Загальна кількість мовців складає близько 600 000 осіб.

## Лексика

### Назви місяців
| Українська | Лозі       |
| ---------- | ---------- |
| Січень     | Sope       |
| Лютий      | Yowa       |
| Березень   | Liatamanyi |
| Квітень    | Lungu      |
| Травень    | Kandao     |
| Червень    | Mbuwana    |
| Липень     | Sikulu     |
| Серпень    | Muyana     |
| Вересень   | Muimunene  |
| Жовтень    | Yenda      |
| Листопад   | Njimwana   |
| грудень    | Ñulule     |